# Hideaways
Hideaways è un film del 2011 diretto da Agnès Merlet.
La pellicola ha come interpretati da Rachel Hurd-Wood e Harry Treadaway.

## Trama
James Furlong è l'ultimo discendente maschio di una famiglia particolare. Da secoli, infatti, il primogenito di ogni generazione è dotato di una facoltà straordinaria che, nel bene o nel male, può modificare il destino delle persone a lui vicine. La dote di James fa sì che quando si sente in situazioni di pericolo, o in un particolare stato di tensione emotiva, riesce ad annullare ogni forma di vita attorno a sé. Da quando ha scoperto tali poteri, durante un terribile incidente che è costato la vita a suo padre e a sua nonna, ha deciso di ritirarsi a vivere come un eremita in una foresta disabitata. Qualche anno dopo, tra i boschi giunge anche Mae, un'adolescente ribelle con una malattia apparentemente incurabile in fuga dall'ospedale in cui è ricoverata. L'amore che nasce dal loro incontro rivelerà a James un lato dei suoi poteri di cui ignorava la forza.

## Produzione
Le riprese del film, il cui titolo era inizialmente The Last Furlong, cominciarono il 10 maggio 2010 per una durata prevista di due mesi, ma la lavorazione si protrasse più a lungo a causa di una lieve malattia che colpì l'attrice Rachel Hurd-Wood. Girato interamente in Irlanda, tra le location ci sono il castello di Shanganagh, nel sobborgo di Shankill a Dublino, e il castello di Ballygarth nel villaggio di Julianstown, nella Contea di Meath.

## Distribuzione
Il film venne proiettato in anteprima al Tribeca Film Festival di New York il 21 aprile 2011, e in seguito è stato presentato in molte altre manifestazioni cinematografiche europee:
- 1 luglio 2011 - Neuchâtel International Fantastic Film Festival (Neuchâtel, Svizzera)
- 4 settembre 2011 - Fantasy Filmfest (Berlino, Germania)
- 4 settembre 2011 - L'Étrange Festival (Parigi, Francia)
- 15 settembre 2011 - Strasbourg European Fantastic Film Festival (Strasburgo, Francia)
- 11 ottobre 2011 - Sitges - Festival internazionale del cinema fantastico della Catalogna (Sitges, Spagna)
- 28 maggio 2012 - International Film Festival for Children and Youth (Zlín Repubblica Ceca)
- 11 luglio 2012 - Galway Film Fleadh (Galway, Irlanda)

## Riconoscimenti
Agnès Merlet ha ricevuto il Méliès d'Argent per il miglior film europeo allo European Fantastic Film Festival di Strasburgo del 2011.